# Paul Baudoüin
Ne doit pas être confondu avec Paul Baudouin.
Pour les articles homonymes, voir Baudouin.
Paul Baudoüin, né le 24 octobre 1844 à Rouen et mort le 26 décembre 1931 dans le 6e arrondissement de Paris, est un peintre français.

## Biographie

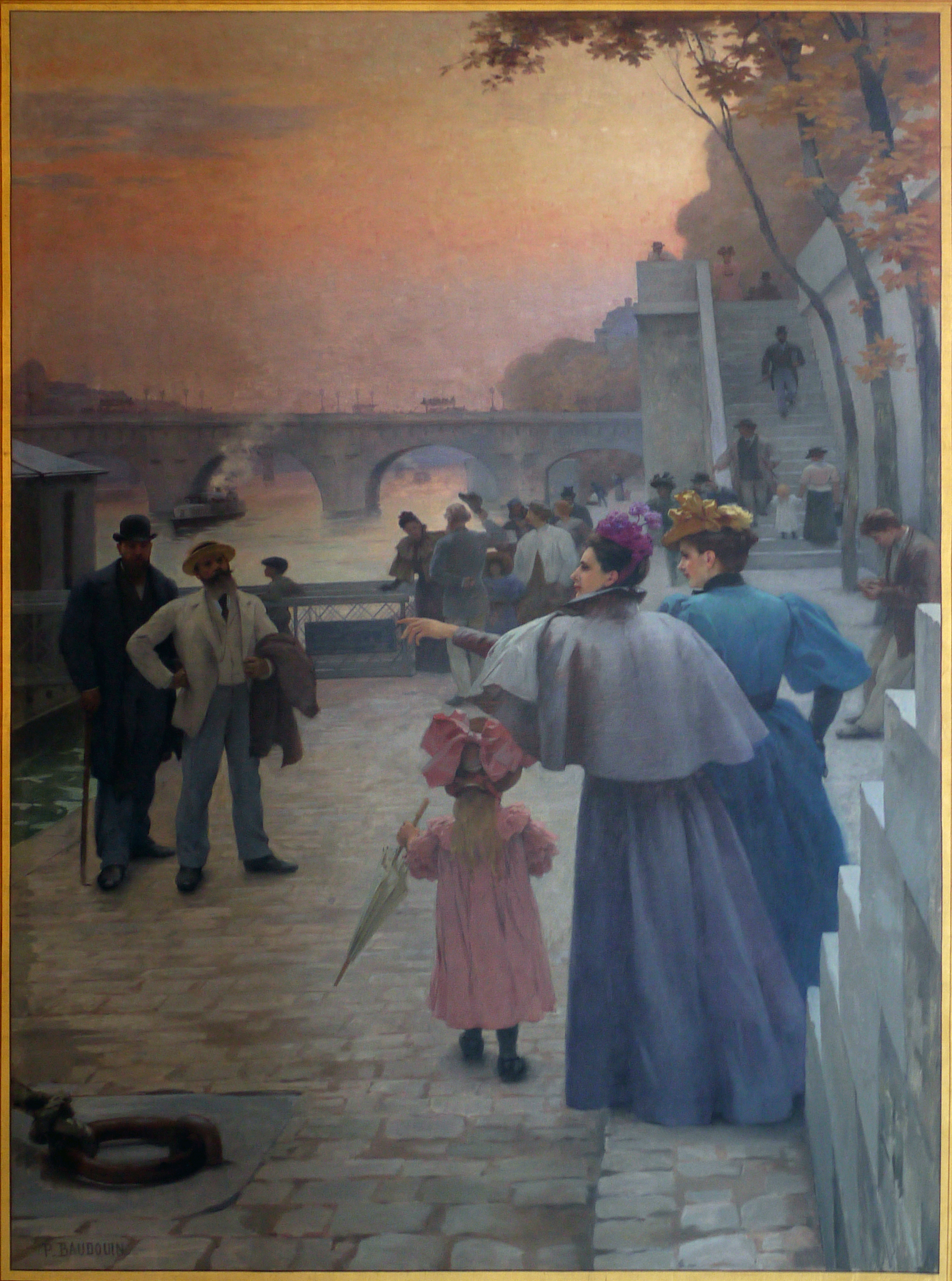
Le Soir à Paris (vers 1889), décor pour la galerie Lobau de l'hôtel de ville de Paris.

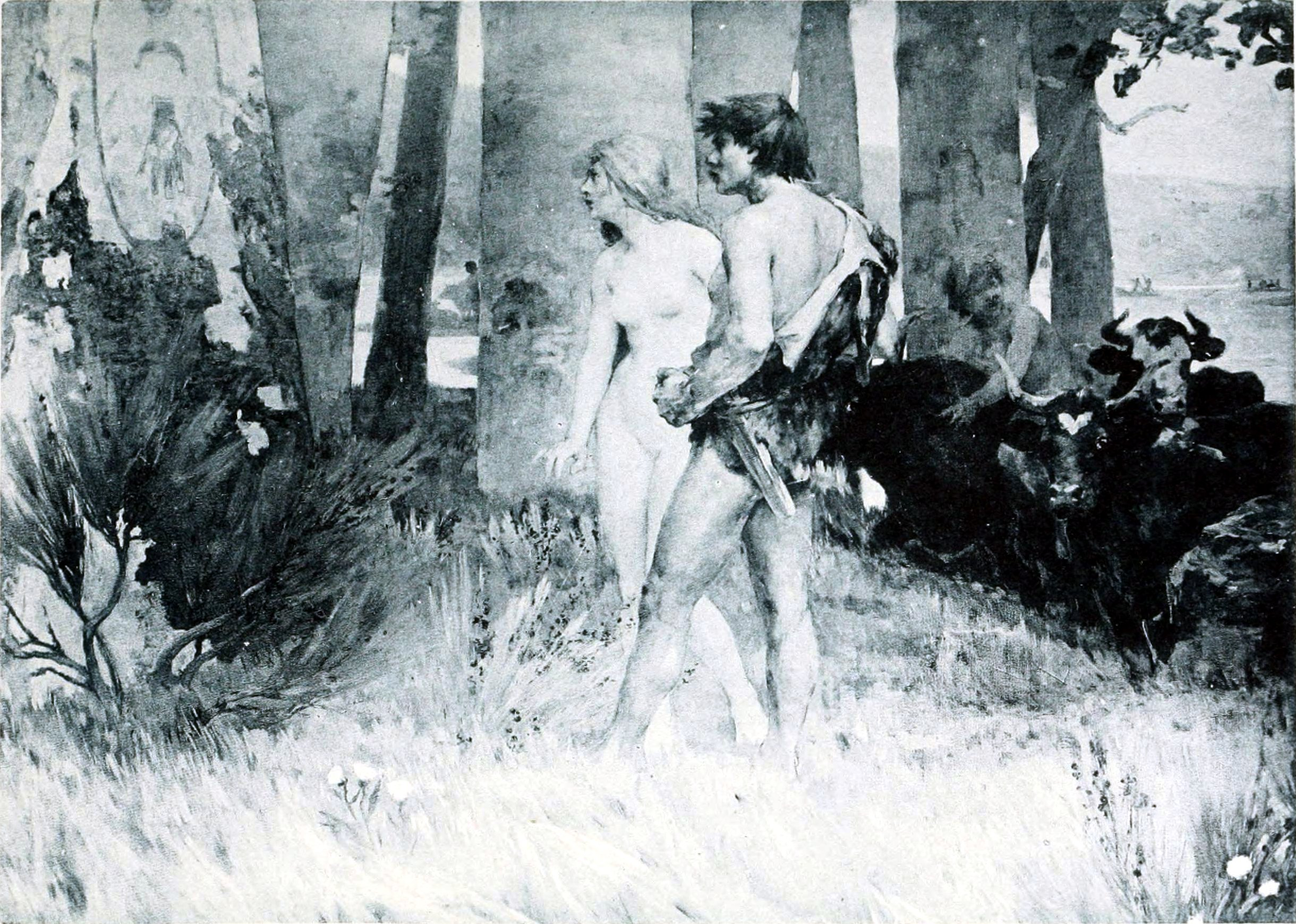
L'Écriture sur la pierre (Salon de 1892).

Paul Baudoüin est admis à l'École des beaux-arts de Paris dans l'atelier de Pierre Puvis de Chavannes en 1874. En 1888, sur les conseils de Jules-Antoine Castagnary (1830-1888), directeur de l'École des beaux-arts, il émet le souhait de s'initier à la technique de la fresque. En 1889, Castagnary, qui avait passé commande pour la réalisation de fresques dans les escaliers de la bibliothèque et du musée des beaux-arts de Rouen à Puvis de Chavannes et Baudoüin, avait prévu que ceux-ci fassent un voyage d'études en Italie. Baudoüin tomba malade et le voyage fut annulé. Le travail fut réalisé selon la technique de la détrempe sur enduit sec.
Une médaille d'or lui est décernée à l'Exposition universelle de Paris de 1889 pour deux panneaux : L'Abreuvoir et Les Blanchisseuses. Il est nommé chevalier de la Légion d'honneur en 1891.
Chef de l'atelier de fresque à l'École nationale supérieure des beaux-arts de Paris, de 1919 à 1929, Paul Baudoüin est à l'origine du renouveau de la fresque sur mortier frais.
Il est sociétaire de la Société des artistes français, président d'honneur de la Société des artistes rouennais et membre de la Société des amis des monuments rouennais. Il épouse la fille d'Alfred Dumesnil.
Il obtient une médaille d'or à l'Exposition universelle de Paris de 1889 pour deux panneaux décoratifs, L'Abreuvoir et Les Blanchisseuses. En 1911, il réalise le décor du péristyle de la galerie extérieure du Petit Palais et donne des cours de fresque aux beaux-arts de Paris.
En octobre 1919, il devient professeur, chef d'atelier de peinture aux beaux-arts, poste qu'il conservera jusqu'en 1929, enseignant la technique de la fresque. Ses élèves étaient ceux que les autres professeurs choisissaient.
La quatrième commission des beaux-arts du Conseil municipal fait en 1922 un recensement des écoles susceptibles de recevoir des fresques et prend un arrêté le 25 mars 1922, confiant ce travail à plusieurs artistes placés sous la direction et la surveillance de Paul Baudoüin.
En 1928, il crée l'Association La Fresque avec des professeurs. Cette association est subventionnée par l'État et la ville de Paris.
La municipalité de Rouen a donné son nom à une rue de la ville.
Il possédait un atelier au 8, rue Vavin à Paris en 1903 comme en témoigne une correspondance conservée au Château-Musée de Nemours. De plus, selon une inscription au revers du tableau La Villégiature, conservé au musée des beaux-arts de Rouen, l'artiste possédait un domaine à Beuzeville-la-Grenier en Seine-Maritime.

## Vie familiale
Il s'est marié le 22 février 1874 à Vascœuil (Eure) avec Jeanne Poullain-Dumesnil (1851-1940), fille d'Alfred Dumesnil et petite-fille de Jules Michelet, avec qui il a eu deux fils.

## Distinction
- Chevalier de la Légion d'honneur (1891)

## Publications
- La Fresque : sa technique, ses application, Paris, Librairie centrale des beaux-arts, 1914 (OCLC 4539969); rééd. Paris, Charles Massin, 1958.
- « Souvenirs sur Puvis de Chavannes », Gazette des Beaux-Arts, 6e période, tome XIII, janvier 1935, pp. 295-314.

## Œuvres dans les collections publiques
- Arcueil-Cachan, mairie : décoration de la salle des mariages, 1888.
- Bolbec chapelle Sainte-Anne : fresques.
- Bruxelles, Belgique : Maison Hannon, 1902
- Nanterre, cathédrale Sainte-Geneviève-et-Saint-Maurice : fresques, inscrites au titre des monuments historiques.
- Nemours, Château-Musée : 
  - Intérieur de ferme, avant 1903, huile sur bois. Inv.1903.101.1, don de l'auteur au musée
  - Portrait du sculpteur Justin Sanson (1833-1910), 1885, huile sur bois. Inv.1910.60.1, fonds Justin Sanson[6]
- Paris :
  - école Dombasle, rue Dombasle : Histoire du Blé, 1879, toile marouflée, 1er prix d'exécution du concours de la ville de Paris.
  - école des filles du no 85 boulevard Raspail : fresque du fond du préau, 1920, commande du conseil municipal[7] (œuvre détruite).
  - hôtel de ville : Le Soir à Paris, panneau décoratif.
  - mairie du 11e arrondissement : panneau décoratif pour la salle des fêtes.
  - Petit Palais, galerie couverte circulaire : fresques, 1911.
- Rouen :
  - bibliothèque : Histoire de l'Écriture, 1889, fresque pour l'escalier.
  - bourse du travail, place de la Haute-Vieille-Tour : Les Métiers de la Force et les Métiers de l'Intelligence, 1901, fresques sur la façade (œuvre détruite).
  - chambre de commerce : la Seine et ses affluents.
  - hôtel de ville, salle des fêtes : Histoire de Rouen.
  - lycée Corneille : fresque, 1898.
  - théâtre des Arts : panneaux décoratifs du foyer, 1882.
- Saint-Maur-des-Fossés, mairie : décoration de la salle des mariages, 1883.
- Vascœuil, château de Vascœuil, musée Jules-Michelet : fonds de dessins et de peintures de Paul Baudoüin.

## Expositions
- 2013 : Paul Baudoüin, et l'école de la fresque, Paris, Petit Palais.

## Élèves notables
- Jean Adler (1899-1942)
- Roger Bezombes (1913-1994).
- Jean de Botton (1898-1978)
- Antoine Bourdelle (1861-1929).
- Louis Bouquet (1885-1952).
- Hector d'Espouy (1854-1929).
- Pierre Dionisi (1904-1976).
- Louis Dussour (1905-1986).
- Élisabeth Faure, membre de l'Association La Fresque.
- Marthe Flandrin, membre de l'Association La Fresque.
- Paul Lemasson (1897-1971), élève en 1920
- Marcel-Lenoir.
- Maurice Loutreuil (1885-1925).
- Henri Marret (1878-1964).
- Gaston Manchon
- André Masson (1896-1987), élève à partir de 1912.
- Madeleine Massonneau, membre de l'Association La Fresque.
- Robert Poughéon (1886-1955).

### Iconographie
- Paul Albert Baudouin, Portrait de Madame Baudouin (manquant), musée des beaux-arts de Rouen.
- Jacques-Émile Blanche, Portrait de Paul Baudouin de face et Portrait de Paul Baudouin de profil, 1921, huile sur toile, musée des beaux-arts de Rouen.
- Myrthée Baillon de Wailly, Portrait de Paul Baudoüin, huile sur toile, musée des beaux-arts de Rouen.
- Pierre Puvis de Chavannes, Portrait de Paul Baudoüin, vers 1880, crayon noir sur papier calque, Paris, Département des arts graphiques du musée du Louvre.